# Fédération communiste libertaire (1934-1936)
Pour les articles homonymes, voir Fédération communiste libertaire.
La Fédération communiste libertaire fut une scission « ouvriériste » de l’Union anarchiste (UA) de 1934 à 1936. Elle joua un rôle modeste sur la gauche de l’UA, avant de revenir dans le giron de l’organisation.

## Historique
En mai 1934, après l’électrochoc des émeutes d’extrême droite du 6 février, l’Association des fédéralistes anarchistes (AFA), l’Union anarchiste communiste révolutionnaire (UACR) et des groupes libertaires locaux fusionnent lors d’un congrès d’unité, placé sous les auspices du combat antifasciste. L’organisation réunifiée reprend alors le nom Union anarchiste.
Une aile gauche de l’UACR refuse cette réunification, considérant qu’elle s’est faite d’une part en sacrifiant le caractère communiste libertaire de l’organisation, et d’autre part en versant dans un antifascisme « frontiste » – au début de 1934, l’UACR a en effet participé au Centre de liaison des forces antifascistes de la région parisienne, né à l’initiative du Parti socialiste-SFIO.
De cette scission naît une petite organisation : la Fédération communiste libertaire (FCL), qui a des implantations militantes à Paris, Gennevilliers, Aubervilliers, Saint-Denis et Toulon. L’âme de la FCL semble avoir été, en réalité, une bande d’amis qui se surnommait elle-même « les moules-à-gaufres » : Charles Ridel, Charles Carpentier, Robert Léger et Félix Guyard.
Les 10 et 11 août 1935, la FCL participe, avec l’UA, à un grand meeting à Saint-Denis unissant diverses composantes trotskistes, pacifistes et syndicalistes révolutionnaires pour dénoncer les équivoques du Front populaire, la guerre et l’union sacrée en préparation. 
L’UA s’étant montré de plus en plus critique à l’égard du Front populaire, et la FCL n’ayant pas réussi à vivre réellement une vie autonome, la petite organisation rentre au bercail à l’occasion du congrès de l’Union anarchiste, les 12 et 13 avril 1936.

## Militant notoires
- Félix Guyard
- Charles Ridel

## Notices
- BnF (données)